# Pri Gan
Pri Gan (hébreu : פְּרִי גַּן), aussi orthographié Prigan, est un moshav situé dans la région Hevel Shalom (en) du nord-ouest du Néguev, dans le sud d'Israël. Rattaché au conseil régional d'Eshkol, il compte 241 habitants en 2017.

## Historique
Le moshav est fondé en 1981 par des anciens habitants de Priel, une colonie israélienne du Sinaï évacuée après la signature du traité de paix israélo-égyptien.

## Agriculture
Le moshav produit principalement des légumes et des fleurs.